# سورياس سامورا
سورياس سامورا (بالإنجليزية: Sorious Samura)‏ (مواليد 27 أكتوبر 1963) صحفي، وصانع أفلام وثائقية سيراليوني. اشتهر بفيلمين وثائقيين لشبكة سي إن إن: «ابكي يا فريتاون» (2000) و«نزوح من أفريقيا» (2001).

## أعماله
صور فيلم «ابكي يا فريتاون» الممول ذاتيًا أكثر فترات الحرب الأهلية وحشية في سيراليون حيث استولى متمردو الجبهة المتحدة الثورية على العاصمة في يناير 1999، حاز الفيلم على عدة جوائز، كما صور فيلمه «نزوح من إفريقيا» والذي يُظهرالجهود المروعة التي تبذلها دماء أفضل شباب في أفريقيا لاقتحام أوروبا عبر مسارات مليئة بالموت والخطر من سيراليون ونيجيريا وعبر مالي والصحراء الكبرى والجزائر والمغرب وعبر مضيق جبل طارق إلى إسبانيا.
وفي فيلميهː «العيش مع الجوع» و«العيش مع اللاجئين»، أخذ تلفزيون الواقع إلى أقصى حدوده، وأصبح الشخصية المركزية في الأفلام من خلال عيش نمط حياة قروي إثيوبي وكلاجئ سوداني؛ ومن خلال القيام بذلك يحاول كسر الحدود بين «نحن» (الأشخاص الذين يشاهدون على التلفزيون) و«هم» (أولئك الذين أمام الكاميرا) من خلال أن يصبح واحدًا منهم (وإن كان ذلك لمدة شهر واحد فقط). كما صور فيلمه الوثائقي «التعايش مع الفساد» والذي يصف الحقيقة المروعة لكيفية انتشار الفساد في المجتمع في كل من سيراليون وكينيا، والذي يؤثر في الغالب على الفقراء.
في عام 2010، حقق سامورا في المواقف تجاه المثلية الجنسية في إفريقيا في الفيلم الوثائقي «بعث آخر المحرمات في أفريقيا»، الذي تم إنتاجه للقناة الرابعة البريطانية. سامورا هو أيضًا أحد مديري «انسايت نيوز تي في»، وهي شركة إنتاج تلفزيوني مستقلة في المملكة المتحدة تركز على برامج الشؤون الدولية الجارية.
التحق سامورا بمدرسة ميتوديست بويز الثانوية في الطرف الشرقي من فريتاون. اعتبارًا من 2007 يعمل في لندن بالمملكة المتحدة ويعتبر مدينتي لندن وفريتاون مسقط رأسه.

## الجوائز والترشيحات
- جائزة تلفزيون آر تي إس لأفضل إضاءة وتصوير وكاميرا - تصوير فوتوغرافي وثائقي وواقعي وغير درامي - فمن جمعية التلفزيون الملكي البريطانية عام 2000.[11]
- جائزة بافتا تي في لأفضل صحافة إخبارية حالية من حفل جوائز بافتا لعام 2001.[12]
- جائزة إيمي لبرامج الصحافة الاستقصائية المتميزة في حفل جوائز إيمي للأخبار والأفلام الوثائقية لعام 2001.[13]
- ترشح لجائزتي إيمي للبرمجة المعلوماتية المتميزة، وللإنجاز الفردي المتميز في الكتابة في حفل جوائز إيمي للأخبار والأفلام الوثائقية لعام 2002.[14]
- فاز بجائزة الحورية الذهبية لأفضل برنامج إخباري عن فيلمه الوثائقي «غينيا: الجنس مقابل الغذاء (2002)» من مهرجان تلفزيون مونتي كارلو لعام 2003.[15]